# Rivier-gifoogdaas
De rivier-gifoogdaas (Atylotus rusticus) is een vliegensoort uit de familie van de dazen (Tabanidae). De wetenschappelijke naam van de soort is  gepubliceerd in 1761 door Linnaeus. 